# Kiss: Psycho Circus
Kiss: Psycho Circus es una serie de cómics publicada por las empresas Image Comics y Todd McFarlane. La historia fue escrita por Brian Holguin e ilustrada por varios artistas, incluyendo a los dibujantes Ángel Medina y Clayton Crain, junto a Kevin Conrad. La historieta muestra a los miembros de la agrupación estadounidense Kiss como seres sobrenaturales, siendo "The Demon" (Gene Simmons), "The Starbearer" (Paul Stanley), "King of Beasts" o "The Beastking" (Peter Criss) y "The Celestial" (Ace Frehley).

## Creación
Por dos décadas, las historietas basadas en Kiss fueron publicadas exclusivamente por Marvel Comics. Kiss decidió intentar con Todd McFarlane Productions dada la admiración de los músicos por el cómic Spawn. La misma banda se vio involucrada en la realización del cómic. Gene Simmons declaró: "Yo le arrojaba alguna idea a Todd, y él la devolvía. Siempre estuve pendiente del proceso, pero dejé a Todd que realizara a su antojo los detalles finales y de producción."

## Videojuego
A raíz de la popularidad del cómic, se diseñó un videojuego llamado Kiss: Psycho Circus: The Nightmare Child, el cual contenía la mayoría de personajes de la historieta.